# Zbigniew Cybulski

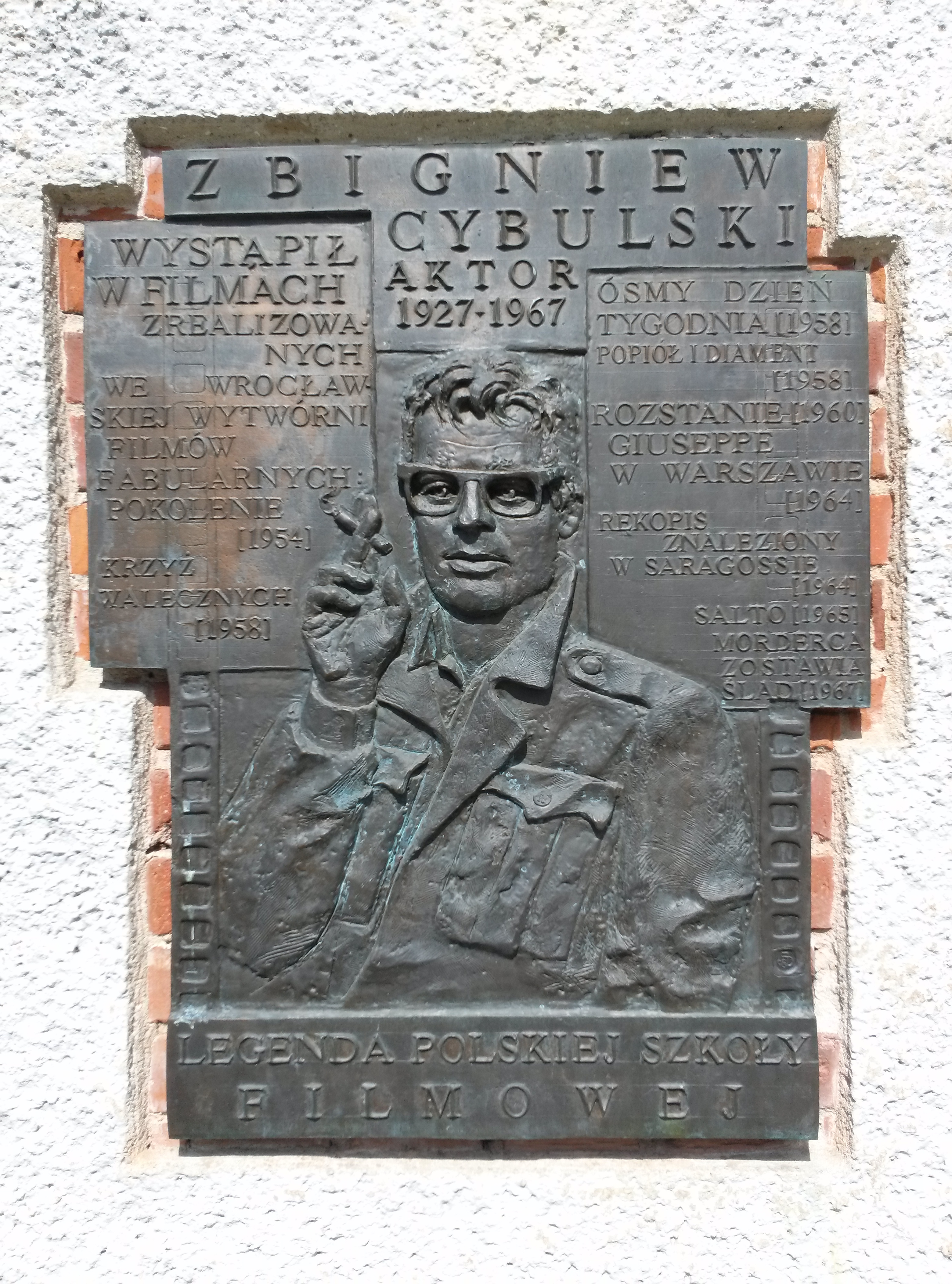
Tablica pamiątkowa poświęcona aktorowi na ścianie budynku Wrocławskiej Wytwórni Filmów Fabularnych

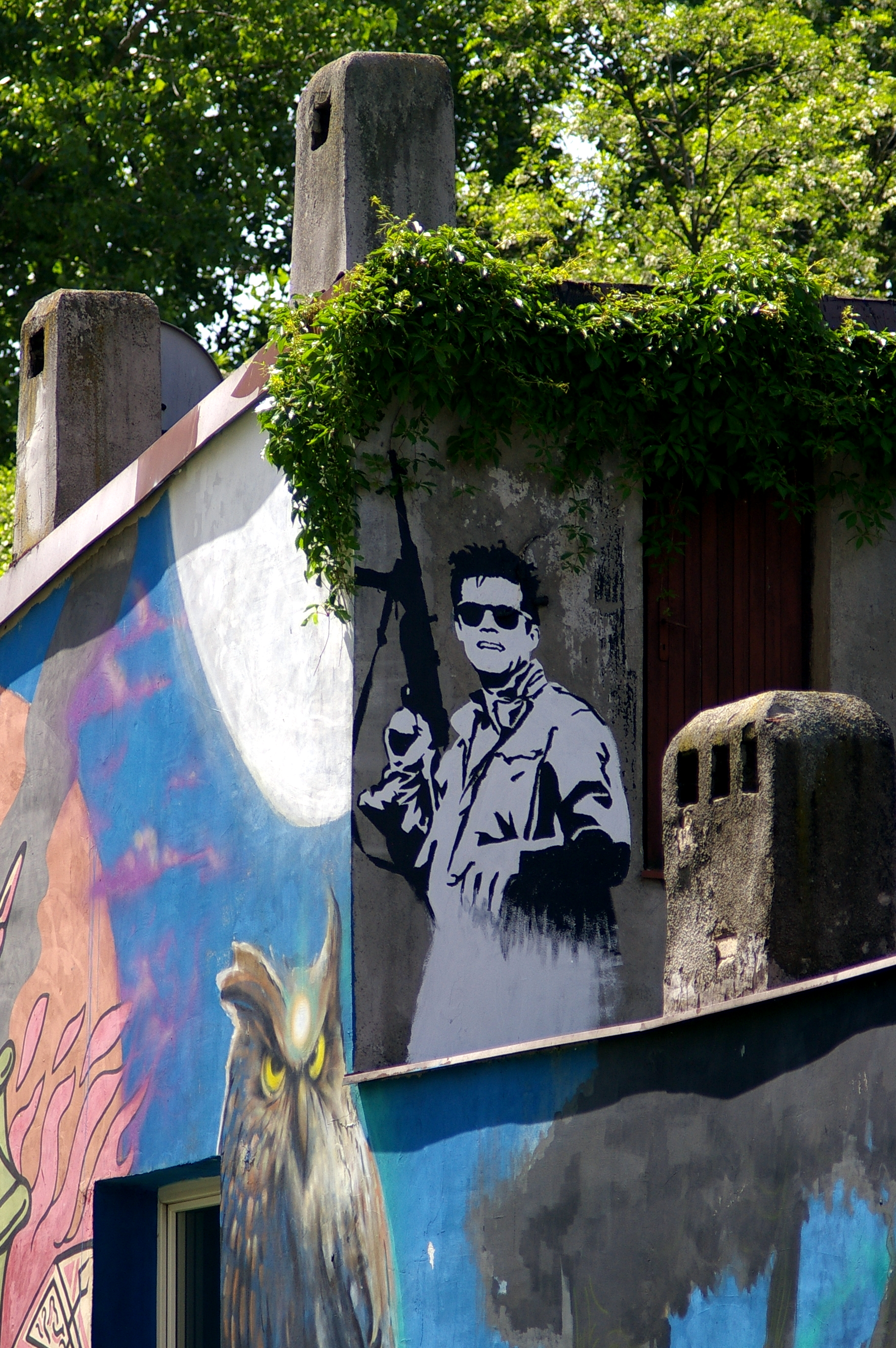
Mural przedstawiający Zbigniewa Cybulskiego w scenie z filmu Popiół i diament, ulica Srebrzyńska w Łodzi

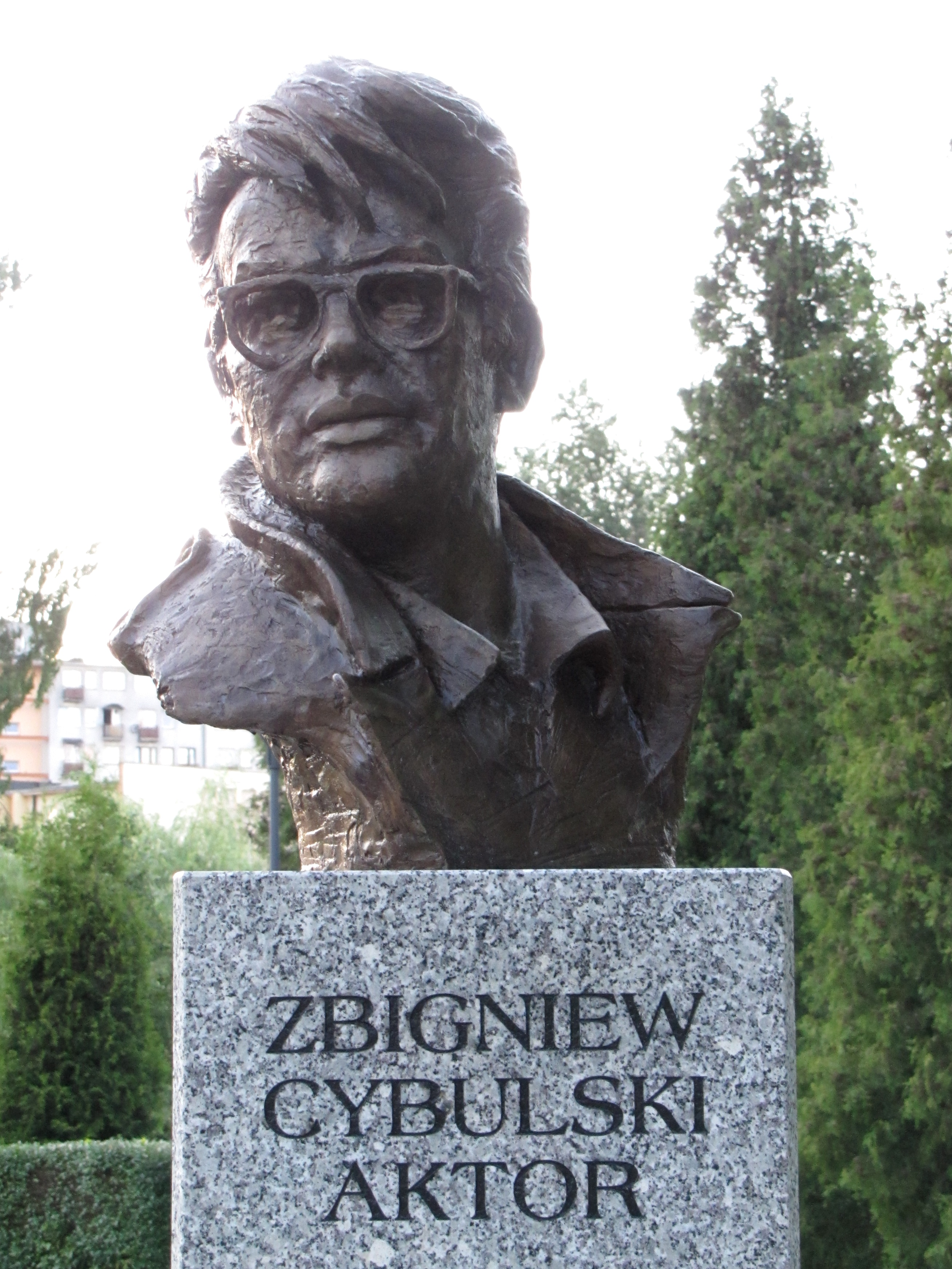
Popiersie Zbigniewa Cybulskiego w Alei Sław na Skwerze Harcerskim im. Szarych Szeregów w Kielcach

Zbigniew Hubert Cybulski (ur. 3 listopada 1927 w Kniażem, zm. 8 stycznia 1967 we Wrocławiu) – polski aktor teatralny i filmowy, uznawany za jednego z najwybitniejszych i najpopularniejszych polskich aktorów.
Ukończył Państwową Wyższą Szkołę Aktorską w Krakowie, występując następnie m.in. w gdańskim Teatrze Wybrzeże czy warszawskim Teatrze Ateneum. Współtworzył, wraz z Bogumiłem Kobielągdański , teatr studencki Bim-Bom. Grał postacie młodych buntowników w takich filmach, jak m.in. Koniec nocy, Pociąg czy Niewinni czarodzieje. Za największe osiągnięcie aktora uznawana jest rola w filmie Popiół i diament z 1958 w reżyserii Andrzeja Wajdy, która skłaniała krytyków do porównywania go z amerykańskim aktorem Jamesem Deanem.
W późniejszych swoich rolach starał się unikać identyfikowania z filmową postacią Popiołu i diamentu, proponując odmienne typy grając w filmach takich jak m.in.: Jak być kochaną, Giuseppe w Warszawie, Rękopis znaleziony w Saragossie czy Salto. Uległ poważnemu wypadkowi, kiedy dostał się pod koła pociągu na terenie wrocławskiego dworca kolejowego, skąd został przewieziony do szpitala, gdzie zmarł. Do legendy Cybulskiego nawiązał zarówno Wajda w filmie Wszystko na sprzedaż, jak i Jan Laskowski w montażu sekwencji filmowych Zbyszek.

## Kariera aktorska
Zbigniew Cybulski urodził się 3 listopada 1927 roku w Kniażem na Pokuciu, gdzie majątek mieli jego dziadkowie od strony matki – Józef i Izabela Jaruzelscy. Przed II wojną światową mieszkał z rodzicami i bratem na nowo wybudowanym osiedlu na Żoliborzu. W czerwcu 1939 roku skończył szkołę powszechną i zdał egzamin do szkoły kadetów we Lwowie. Nauki nie podjął ze względu na wybuch wojny.
Czas okupacji spędził bez rodziców. Ojciec, który jako urzędnik Ministerstwa Spraw Zewnętrznych towarzyszył wraz z korpusem dyplomatycznym ministrowi Józefowi Beckowi, przedostał się przez Rumunię do Francji. Matka, wraz ze swoimi dwiema siostrami, również starała się przedostać do Rumunii, ale w Pistyniu została aresztowana przez Sowietów i wywieziona do Kazachstanu. Zbigniew wraz z bratem Antonim trafił do babci w Kołomyi, a stamtąd do Grójca, gdzie mieszkał do końca wojny. Po wojnie rodzice wrócili do kraju i osiedli najpierw w Dzierżoniowie, a następnie Katowicach.
Dyplom absolwenta gimnazjum im. Jędrzeja Śniadeckiego (obecnie I Liceum Ogólnokształcące im. Jędrzeja Śniadeckiego) w Dzierżoniowie Zbigniew Cybulski uzyskał w 1947 roku. Potem rozpoczął studia na Wydziale Konsularnym krakowskiej Akademii Handlowej, by przenieść się potem na Wydział Dziennikarski Wyższej Szkoły Nauk Społecznych w Krakowie. Ostatecznie ukończył w 1953 roku studia aktorskie w Państwowej Wyższej Szkole Aktorskiej w Krakowie. W tym samym roku zadebiutował w Teatrze Wybrzeże w Gdańsku w sztuce Intryga i miłość Friedricha Schillera.

### Pierwsze role filmowe
Pierwsza jego rola filmowa przypadła na 1954, kiedy wystąpił w Pokoleniu Andrzeja Wajdy. Zagrał w nim niewielką rolę Kostka, chłopaka z Woli, który gra w pikuty z kolegami oraz biegnącego z nimi w stronę nasypu kolejowego. Jak pisał krytyk filmowy Konrad Eberhardt, już w tym filmie dała się zauważyć jego naturalność i spontaniczność, chłopca „sprężonego w sobie, a zarazem swobodnego”. W tym samym roku wystąpił w  filmie Kariera Jana Koechera, jednak jego nazwisko zostało usunięte z czołówki. W tym czasie, razem z Bogumiłem Kobielą, założył w Gdańsku artystyczny teatrzyk studencki Bim-Bom, którego został dyrektorem.
Po rolach w takich filmach, jak [[[Trzy starty]] (Nowela kolarska) w reżyserii Stanisława Lenartowicza oraz Tajemnica dzikiego szybu Wadima Berestowskiego, zagrał główąj ręli w dziele Juliana Dziedziny, Pawła Komorowskiego i Walentyny Uszyckiej, Koniec nocy z 1956. Fabularny reprezentant tzw. „czarnej serii” według scenariusza Marka Hłaski, portretował zachowanie ludzi warszawskiego marginesu. Grając skonfliktowanego z prawem kierowcę ciężarówki, wystąpił obok takich młodych aktorów, jak Ryszard Filipski, Adam Fiut czy Roman Polański. W 1958 wystąpił w innym filmie według scenariusza Hłaski, Ósmy dzień tygodnia Aleksandra Forda, otrzymując główną rolę męską – chłopaka wegetującego w zrujnowanym mieszkaniu u boku swojej dziewczyny (Sonja Ziemann). Film podejmował jednak kontrowersyjny temat[jaki?], co spowodowało wydanie zakazu jego rozpowszechniania.

### FilmPopiół i diament
Przełomem dla niego okazała się rola w filmie Popiół i diament, który zdaniem Iwony Kurz wzbudził niespotykaną do tej pory dyskusję w polskiej prasie. Do głównej roli Maćka Chełmickiego, członka podziemia antykomunistycznego, który ma wykonać wyrok śmierci na lokalnym sekretarzu partii komunistycznej, Szczuce, reżyser Andrzej Wajda chciał początkowo wybrać innego aktora Tadeusza Janczara, jednak za namową drugiego reżysera Janusza Morgensterna obsadził w tej roli Cybulskiego. Wbrew intencji kostiumolog, Katarzyny Chodorowicz, która zamierzała go ucharakteryzować, odtwórca głównej roli zdecydował się grać w swoim ubraniu: kurtce, dżinsach i pionierkach. Cybulski dokonał kolejnego wyboru: mimo protestów reżysera zagrał w czarnych okularach. Eberhardt tak scharakteryzował jego grę w tym filmie:

Ustawicznie waha się pomiędzy skrajnościami: stanem uspokojenia i rozluźnienia a wybuchem; bezruchem a gwałtownością gestu; oszczędnością, dyskrecją w uzewnętrznianiu uczuć i nagłym obnażeniem się, niemal ekshibicjonizmem.

Demonstracyjna współczesność roli granej wówczas przez niego przywoływała krytykom kreacje grane przez innego aktora Jamesa Deana, również noszącego przyciemnione okulary. Cybulski przyznawał, że obaj posługiwali się podobną metodą, lecz o ile Dean przedstawiał „ludzi zwichniętych”, o tyle on – „ludzi, którzy nie potrafili dorównać kroku naszym przemianom”.
Rola Cybulskiego wywołała ożywioną reakcję dziennikarzy, krytyków i widzów. Niewielu, jak np. Zygmunt Kałużyński, ironicznie postrzegało go jako „jazzowego egzystencjalistę”. Większość odczytała postać Maćka jako osobę przewyższającą moralnie Szczukę, do czego przyczyniła się scena, w której Maciek i jego kompan Andrzej (Adam Pawlikowski) wspominają poległych przyjaciół z użyciem szklaneczek z zapalonym spirytusem. Pomimo że Cybulski ukrywał swój wzrok za ciemnymi okularami, Stanisław Grochowiak w recenzji filmu tak konstatował:

Z Polski – ze środka Europy patrzą niespokojne oczy.

### Pozostałe role filmowe
Rola Maćka Chełmickiego odbiła się na karierze Cybulskiego, który był kojarzony z jedną kreacją. Aktor próbował zerwać z wizerunkiem romantycznego utracjusza jeszcze w 1959, kiedy w filmie Krzyż Walecznych Kazimierza Kutza wcielił się w rolę zootechnika Więcka, przeciwnego podporządkowaniu życia mieszkańców powojennego miasteczka na Ziemiach Odzyskanych, wojskowym rygorom. W tym samym roku wystąpił w dziele Jerzego Kawalerowicza Pociąg, gdzie grał byłego kochanka bohaterki (Lucyna Winnicka).
Okazją do zerwania z wizerunkiem znanym z Popiołu i diamentu stał się liryczno-sentymentalny film Janusza Morgensterna Do widzenia, do jutra. Cybulski wraz z Kobielą napisali dialogi do tego filmu, w którym Cybulski zagrał główną rolę – studenta Jacka, próbującego zdobyć sympatię córki francuskiego dyplomaty Margueritte (Teresa Tuszyńska). Cybulski pragnął bronić swojego lirycznego wizerunku z teatrzyku „Bim-Bom”, jednak ta rola była postrzegana jako nadmiernie sentymentalna. W tym samym roku Cybulski zagrał epizodyczne role, w filmach: Niewinni czarodzieje oraz Rozstanie (w tym ostatnim grał autoironicznie „znanego aktora”).
Autoironiczny ton znalazł odpowiedni wyraz w filmie Jak być kochaną. W tym filmie aktor zagrał ukrywanego przez główną bohaterkę (Barbara Krafftówna) aktora teatralnego Wiktora Rawicza, który jak napisał krytyk Mirosław Przylipiak:

Nie jest gotowym do czynu spiskowcem, lecz pijanym kabotynem.

Sekwencja w barze okazywała się parodią analogicznej sceny z Popiołu i diamentu; nieogolony, brudny Rawicz opowiada swoim słuchaczom historię swojego rzekomego bohaterskiego wyczynu, spotkawszy się z racji swojego wyglądu z drwiną. Również epizod w filmie Miłość dwudziestolatków, w którym odtwarzał rolę zdobywającego się na dyskretny heroizm Polaka, upokorzonego później przez okazałą studentkę i jej kolegów, obalał mit Popiołu i diamentu. Bohater dręczony był bowiem koszmarami z powodu niedokończonej egzekucji.
Chłodno przez krytykę filmową została przyjęta natomiast seria filmów reżyserów Jerzego Stefana Stawińskiego oraz Aleksandra Ścibora-Rylskiego. W filmach obyczajowych takich jak: Rozwodów nie będzie czy Pingwin, Stawińskiego oraz Ich dzień powszedni Ścibora-Rylskiego – zaproponował on szereg kreacji negatywnych. W filmie Rozwodów nie będzie – uosabiał natrętnego klienta biura matrymonialnego, w Pingwinie – podstarzałego, odizolowanego od otoczenia studenta, natomiast w Ich dniu powszednim – parodystyczną kreację nieudolnego męża i kochanka, a w filmie Zbrodniarz i panna zagrał odmienną postać – milicjanta eskortującego kasjerkę zdolną rozpoznać niebezpiecznego bandytę.
W Rękopisie znalezionym w Saragossie aktor zagrał jedyną swoją rolę filmową (Alfons van Worden) w kostiumie historycznym, występując zarazem bez swoich charakterystycznych okularów. W filmie Giuseppe w Warszawie natomiast wcielił się w bohatera tragicznego, kreując tchórza niepotrafiącego odnaleźć się w konspiracji, podczas hitlerowskiej okupacji Warszawy. Jego kreacja, nieprzystająca do tradycyjnie pojmowanych męskich ról społecznych, została przeciwstawiona roli jego siostry, którą uosabiała Elżbieta Czyżewska. Kolejną rolę aktor zagrał w filmie Salto. Jako uciekający przed pościgiem Kowalski-Malinowski wkraczał w życie społeczności miasteczka, zwodząc otoczenie swym strachem, by zostać zdekonspirowanym przez żonę jako „dziwkarz i łazęga”. Natomiast w filmie Szyfry wcielił się w rolę starszego syna repatrianta Tadeusza granego przez Jana Kreczmara. Obaj nie znajdują – przynajmniej początkowo – porozumienia. Cybulski, noszący w Szyfrach imię Maciek, opowiada ojcu historię zmarłego dziecka zabitego na rozkaz działaczy podziemia, konkludując to słowami:

I tak nie zrozumiesz, co znaczy przyjąć nieprawdziwe życie za jedyne prawdziwe.

Zdaniem krytyka Tadeusza Lubelskiego trafnie podsumowywało to degradację aktora skazanego na bycie człowiekiem jednej roli.
Dzięki zdobytemu uznaniu otrzymywał role także w produkcjach zagranicznych: np. francuskich filmach Herbata z miętą oraz Lalka, a także w szwedzkim filmie Kochać. Wystąpił również w filmie Mistrz jako reżyser spektaklu, a także w filmie Jowita, gdzie zagrał trenera sportowca, którego grał Daniel Olbrychski; głos zmarłego podczas opracowania tego filmu Cybulskiego dubbingował w sekwencji, w filharmonii Stanisław Wyszyński. Ostatnią jego rolą była epizodyczna kreacja w filmie Morderca zostawia ślad, gdzie jego głos dubbingował z kolei Tadeusz Łomnicki. Miał także zagrać w filmie z Marleną Dietrich, lecz realizacja tego projektu okazała się niemożliwa z powodu jego śmierci.

### Role teatralne
Udzielał się również jako aktor teatralny. W 1953 nawiązał współpracę z Teatrem Wybrzeże w Gdańsku, gdzie grał w takich sztukach jak: Poszukiwacze w reżyserii Łazarza Kobryńskiego, Mazepa w reżyserii Zdzisława Karczewskiego, Tragedia Optymistyczna w reżyserii Lidii Zamkow, Grzech w reżyserii Juliusza Lubicza-Lisowskiego, Ballady i romanse w reżyserii Irmy Czajkowskiej, Jonasz i Błazen, którą sam reżyserował, Kapelusz pełen deszczu w reżyserii Andrzeja Wajdy, Król we własnej reżyserii, wreszcie Pierwszy dzień wolności.
Na początku lat 60. aktor przeniósł się do Warszawy, gdzie występował w Kabarecie Wagabunda oraz Teatrze Ateneum. Grał tam w takich sztukach, jak: Dwoje na huśtawce w reżyserii Andrzeja Wajdy, Kram z piosenkami w reżyserii Barbary Fijewskiej, Requiem dla zakonnicy w reżyserii Jerzego Markuszewskiego oraz Inkarno w reżyserii Wandy Laskowskiej. W ramach szczecińskich Teatrów Dramatycznych wystawił również w 1963 Piątą kolumnę. Występował również w spektaklach Teatru Telewizji, m.in. w sztukach Murowane alibi, Podwórko, Romans prowincjonalny czy Zatrzaśnij ostatnie drzwi. Miał wystąpić w telewizyjnej wersji sztuki Tramwaj zwany pożądaniem Tennessee Williamsa w Stanach Zjednoczonych, jednak jego śmierć uniemożliwiła realizację tego planu.

## Rodzina i życie osobiste
30 sierpnia 1960 roku w Sopocie zawarł związek małżeński z Elżbietą Chwalibóg (1934-2025) studentką Akademii Sztuk Pięknych w Gdańsku i koleżanką z kabaretu Bim-Bom, siostrą aktorki Marii Chwalibóg. Elżbieta była wnuczką Tadeusza Chwaliboga, posła na Sejm II RP z ramienia Związku Ludowo-Narodowego. Ich wesele odbyło się w kaszubskiej wsi Chmielno. Wzięło w nim udział wielu artystów z całej Polski. Z małżeństwa z Elżbietą Chwalibóg miał syna, Macieja (ur. 30 stycznia 1961, zm. 19 lutego 2016).
Ojcem aktora był Aleksander Cybulski (1896–1965), przed wojną urzędnik Ministerstwa Spraw Zagranicznych. Matka aktora, Ewa (1903–1987), nosiła nazwisko rodowe Jaruzelska i była córką Józefa Jaruzelskiego i Izabeli z domu Krzysztofowicz. Kuzynem Zbigniewa Cybulskiego ze strony matki był pedagog Wojciech Jaruzelski (1929–2012). Niektórzy spośród biografów Cybulskiego z powodu zbieżności imion i nazwisk mylnie utożsamiają pedagoga Wojciecha Jaruzelskiego z Dzierżoniowa z generałem Wojciechem Jaruzelskim (chociaż był on także daleko spokrewniony z Cybulskim). Cybulski miał jednego młodszego brata Antoniego (1931–2009), który z zawodu był prawnikiem.
Jak wynika ze wspomnień księdza Stanisława Sierli oraz reżysera Tadeusza Jurasza, Cybulski był człowiekiem religijnym.
Mimo tego że Cybulski był żonaty i był człowiekiem religijnym, miał wiele romansów i kochanek. Ostatnią z nich była Ewa Warwas – młoda pielęgniarka z Wrocławia, która również występowała w pantomimicznych spektaklach Henryka Tomaszewskiego i zagrala epizodyczne role w dwóch filmach: Kalosze szczęścia (1958) Antoniego Bohdziewicza i Inspekcja Pana Anatola (1959) Jana Rybkowskiego. Życzyła sobie ona stabilizacji życia z Cybulskim po rozwodzie z żoną i była kobietą, z którą aktor spędził ostatnią noc przed tragicznym wypadkiem.

## Śmierć
Zbigniew Cybulski prowadził bardzo intensywny tryb życia. Przemieszczał się po całym kraju jeżdżąc pociągami, do których zazwyczaj wskakiwał w ostatnim momencie. Podobne sceny pojawiają się w wielu filmach, w których zagrał, np. w filmie Pociąg, konduktor parokrotnie zwraca mu uwagę, kończąc kwestią w 77. minucie filmu:

Wsiadaj pan, no wsiadaj pan! Koniecznie chce pan trafić do szpitala.

Film Salto rozpoczyna się sceną, w której Cybulski wyskakuje z pociągu, a kończy sceną, w której wskakuje do pociągu, w filmie Pokolenie Cybulski w jednej z pierwszych scen wskakuje z kolegami na pociąg towarowy wiozący węgiel w celu jego kradzieży, a w filmie Ich dzień powszedni biegnąc w stronę odjeżdżającego pociągu z żoną, zostaje powstrzymany przez kolejarza, który mu mówi:

Co pan? Dokąd? W biegu? Życie panu niemiłe? Nie wolno.

8 stycznia 1967 Cybulski był w towarzystwie Alfreda Andrysa na dworcu Wrocław Główny, wracając z kręconych dzień wcześniej zdjęć do filmu Morderca zostawia ślad. Próbując wskoczyć do rozpędzającego się pociągu ekspresowego „Odra” odjeżdżającego z 3. peronu o godz. 4:20 do Warszawy, Cybulski wpadł między wagon i peron oraz został uderzony schodami kolejnego wagonu. Po wypadku był przytomny, ale doznał ciężkich obrażeń ciała (głowy, klatki piersiowej oraz pęknięcia wątroby). Zmarł w Szpitalu Specjalistycznym im. Ludwika Rydygiera we Wrocławiu po trwającej godzinę walce o życie, około godz. 5:25 przy ratującym go dr. Zygmuncie Sicińskim. Przyczyną jego pośpiechu była próba sztuki „Tajemnica starego domu” Pancza Panczewa w Teatrze Telewizji, której premiera miała się odbyć 23 stycznia.

## Pogrzeb

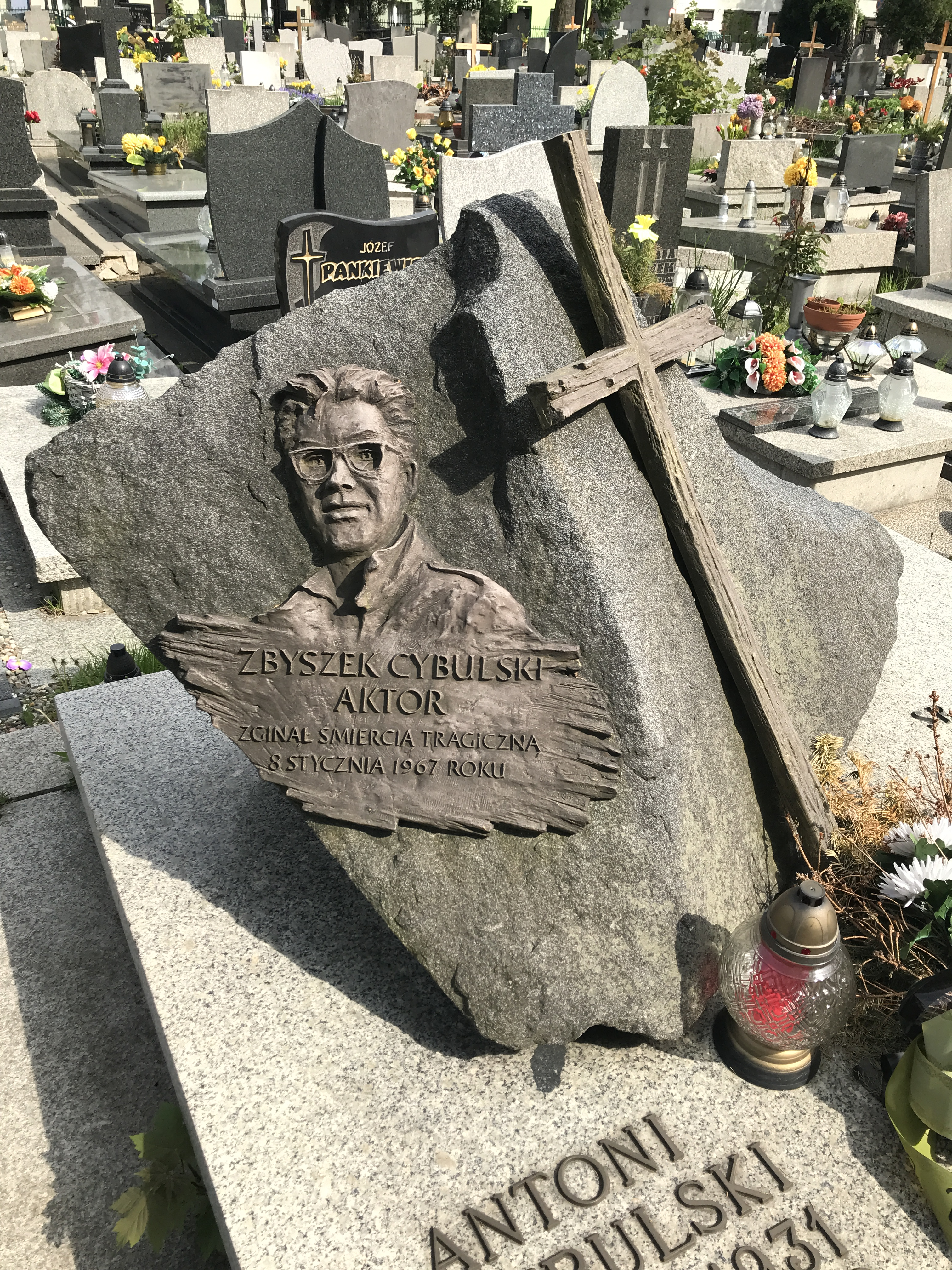
Pomnik na grobowcu Zbigniewa Cybulskiego w Katowicach

Ceremonia pogrzebowa odbyła się 12 stycznia, zgodnie z wolą jego najbliższej rodziny w Katowicach. Między władzami państwowymi (które nie chciały zezwolić na katolicki pogrzeb) i rodziną miał miejsce spór o sposób pochówku. Porozumieniem obu stron sporu było rozwiązanie kompromisowe, w postaci dwóch ceremonii kościelnej i świeckiej. Zanim przewieziono ciało Zbigniewa Cybulskiego do Radiowego Domu Muzyki im. Grzegorza Fitelberga (ul. Plebiscytowa 3), odbyły się wcześniej uroczystości kościelne. W Katedrze Chrystusa Króla w Katowicach, celebrowano mszę świętą żałobną przez proboszcza Rudolfa Adamczyka, w asyście kapłanów. Po mszy świętej przemówił biskup Herbert Bednorz, który w serdecznych słowach pożegnał aktora, stwierdzając:

Dla ludzi wierzących śmierć nie jest końcem życia, bo jak mówi autor prefacji we mszy świętej żałobnej: „życie się zmienia, lecz nie ginie” i to stanowi podstawę ufności i spokoju w przeżywaniu faktu śmierci drogich nam osób. Stanowi także jedną z podstaw optymistycznej wizji naszego życia.

Następnie trumna okryta biało-czerwoną flagą była wystawiona w sali koncertowej Radiowego Domu Muzyki im. Grzegorza Fitelberga, przy której warty honorowe pełnili m.in. wybitni aktorzy i reżyserzy. W dalszej części ceremonii pogrzebowych trumnę z jego ciałem w orszaku odprowadzono na miejsce pochówku, przy udziale najbliższej jego rodziny (żony z synem, matki i brata) oraz licznym udziale wybitnych aktorów i reżyserów, takich jak m.in. Gustaw Holoubek, Aleksandra Śląska, Alina Janowska, Elżbieta Kępińska, Bogumił Kobiela, Jacek Fedorowicz, Daniel Olbrychski, Kalina Jędrusik, Lucyna Winnicka, Jerzy Kawalerowicz czy Stanisław Lenartowicz oraz szeregu jego wielbicieli. Zmarłego pożegnał w imieniu twórców filmowych Gustaw Holoubek i Jerzy Afanasjew. Pożegnalne przemówienie nad otwartą mogiłą wygłosił Tadeusz Zaorski, który m.in. powiedział:

Kultura polska, a w szczególności sztuka filmowa, poniosły niepowetowaną stratę. Jego śmierć okryła żałobą i pogrążyła w żalu miliony widzów kinowych na różnych kontynentach – tam gdzie przy jego wydatnym udziale docierała polska sztuka filmowa.

Przy dźwiękach Marszu żałobnego Fryderyka Chopina, został pochowany na cmentarzu przy ul. Henryka Sienkiewicza w Katowicach w grobowcu rodzinnym.
W 2007 na grobowcu tym postawiono głaz z krzyżem i płaskorzeźbą przedstawiającą aktora. W grobowcu tym pochowano również jego rodziców oraz brata.

## Filmografia
| Filmy fabularne |                                            |                                    |                                            |
| Rok             | Tytuł                                      | Reżyseria                          | Rola                                       |
| 1955            | Pokolenie                                  | Andrzej Wajda                      | Kostek                                     |
| 1955            | Kariera                                    | Jan Koecher                        | pasażer autobusu                           |
| 1955            | Trzy starty (Nowela kolarska)              | Stanisław Lenartowicz              | Mietek Leśniak                             |
| 1956            | Tajemnica dzikiego szybu                   | Wadim Berestowski                  | górnik                                     |
| 1957            | Wraki                                      | Ewa i Czesław Petelscy             | Rafał Grabień                              |
| 1957            | Koniec nocy                                | Paweł Komorowski, Julian Dziedzina | Romek                                      |
| 1958            | Ósmy dzień tygodnia                        | Aleksander Ford                    | Piotr Terlecki                             |
| 1958            | Popiół i diament                           | Andrzej Wajda                      | Maciek Chełmicki                           |
| 1959            | Krzyż Walecznych                           | Kazimierz Kutz                     | Więcek                                     |
| 1959            | Pociąg                                     | Jerzy Kawalerowicz                 | Staszek                                    |
| 1960            | Do widzenia, do jutra                      | Janusz Morgenstern                 | Jacek                                      |
| 1960            | Niewinni czarodzieje                       | Andrzej Wajda                      | Edmund                                     |
| 1961            | Rozstanie                                  | Wojciech Jerzy Has                 | znany aktor                                |
| 1961            | Herbata z miętą (Le thé à la menthe)       | Pierre Kafian                      | człowiek w kawiarni                        |
| 1962            | Lalka (La Poupée)                          | Jacques Baratier                   | Dyktator Prado Roth / Rewolucjonista Coral |
| 1962            | Miłość dwudziestolatków (L’amour à 20 ans) | Andrzej Wajda                      | Zbyszek                                    |
| 1963            | Jak być kochaną                            | Wojciech Jerzy Has                 | Wiktor Rawicz                              |
| 1963            | Ich dzień powszedni                        | Aleksander Ścibor-Rylski           | Andrzej                                    |
| 1963            | Zbrodniarz i panna                         | Janusz Nasfeter                    | Jan Ziętek                                 |
| 1963            | Milczenie                                  | Kazimierz Kutz                     | Roman                                      |
| 1964            | Rozwodów nie będzie                        | Jerzy Stefan Stawiński             | Gruszka                                    |
| 1964            | Kochać (Att älska)                         | Jörn Donner                        | Fredrik                                    |
| 1964            | Giuseppe w Warszawie                       | Stanisław Lenartowicz              | Staszek                                    |
| 1965            | Rękopis znaleziony w Saragossie            | Wojciech Jerzy Has                 | Alfons van Worden                          |
| 1965            | Pingwin                                    | Jerzy Stefan Stawiński             | Łukasz Broda                               |
| 1965            | Salto                                      | Tadeusz Konwicki                   | Kowalski/Malinowski                        |
| 1965            | Sam pośród miasta                          | Halina Bielińska                   | Konrad                                     |
| 1966            | Jutro Meksyk                               | Aleksander Ścibor-Rylski           | Jańczak                                    |
| 1966            | Przedświąteczny wieczór                    | Jerzy Stefan Stawiński             | kolega Zapały                              |
| 1966            | Mistrz                                     | Jerzy Antczak                      | reżyser                                    |
| 1966            | Iluzja                                     | Konstanty Ciciszwili               | kochanek                                   |
| 1966            | Szyfry                                     | Wojciech Jerzy Has                 | Maciek                                     |
| 1967            | Cała naprzód                               | Stanisław Lenartowicz              | Janek                                      |
| 1967            | Morderca zostawia ślad                     | Aleksander Ścibor-Rylski           | Rodecki                                    |
| 1967            | Jowita                                     | Janusz Morgenstern                 | Edward Księżak                             |

## Teatr
| Role teatralne                              |                              |                                                                |                                    |                        |                           |
| Rok                                         | Sztuka                       | Autor                                                          | Reżyseria                          | Rola                   | Teatr                     |
| 1953                                        | Przyjaciele                  | Aleksander Fredro                                              | Jerzy Kaliszewski                  | Smakosz                | PWST w Krakowie           |
| 1953                                        | Poszukiwacze                 | Aleksander Kron                                                | Łazarz Kobryński                   | Mechti Aga Rustambejli | Teatr Wybrzeże w Gdańsku  |
| 1954                                        | Mazepa                       | Juliusz Słowacki                                               | Zdzisław Karczewski                | Mazepa                 | Teatr Wybrzeże w Gdańsku  |
| 1955                                        | Grzech                       | Stefan Żeromski                                                | Juliusz Lubicz-Lisowski            | Witold Bukowicz        | Teatr Wybrzeże w Gdańsku  |
| 1955                                        | Ballady i romanse            | Aleksander Maliszewski                                         | Irma Czaykowska                    | Józef                  | Teatr Wybrzeże w Gdańsku  |
| 1958                                        | Jonasz i błazen              | Jerzy Broszkiewicz                                             | Zbigniew Cybulski, Bogumił Kobiela |                        | Teatr Wybrzeże w Gdańsku  |
| 1959                                        | Kapelusz pełen deszczu       | Michael Vincente Gazzo                                         | Andrzej Wajda                      | Johnny Pope            | Teatr Wybrzeże w Gdańsku  |
| 1959                                        | Król                         | Paul Emanuel Aréne, Gaston Arman de Caillavet, Robert de Flers |                                    |                        | Teatr Wybrzeże w Gdańsku  |
| 1960                                        | Pierwszy dzień wolności      | Leon Kruczkowski                                               | Zygmunt Hübner                     | Jan                    | Teatr Wybrzeże w Gdańsku  |
| 1960                                        | Dwoje na huśtawce            | William Gibson                                                 | Andrzej Wajda                      | Jerry                  | Teatr Ateneum w Warszawie |
| 1961                                        | Kram z piosenkami            | Leon Schiller                                                  | Barbara Fijewska                   |                        | Teatr Ateneum w Warszawie |
| 1962                                        | Requiem dla zakonnicy        | William Faulkner                                               | Jerzy Markuszewski                 | Gowan Stevens          | Teatr Ateneum w Warszawie |
| 1963                                        | Inkarno                      | Kazimierz Brandys                                              | Wanda Laskowska                    | Anatol                 | Teatr Ateneum w Warszawie |
| 1963                                        | Piąta kolumna                | Ernest Hemingway                                               | Zbigniew Cybulski                  | Filip Rawlings         | Teatr Polski w Szczecinie |
| Role w Teatrze Telewizji                    |                              |                                                                |                                    |                        |                           |
| 1961                                        | Arlekinada                   | Terence Rattigan                                               | Andrzej Munk                       | reżyser                |                           |
| 1961                                        | Zatrzaśnij ostatnie drzwi    | Truman Capote                                                  | Olga Lipińska                      |                        |                           |
| 1962                                        | Podwórko                     | Andrzej Jarecki                                                | Olga Lipińska                      | Krzysztof              |                           |
| 1962                                        | Sammy                        | Ken Hughes                                                     | Jerzy Gruza                        | Sammy                  |                           |
| 1963                                        | Cała prawda                  | Philip Mackie                                                  | Janusz Morgenstern                 | Hughes Carliss         |                           |
| Role w słuchowiskach Teatru Polskiego Radia |                              |                                                                |                                    |                        |                           |
| 1954                                        | Tajfun z południo-wschodu    | Janusz Meissner                                                | Łazarz Kobryński                   |                        |                           |
| 1962                                        | Ratuj Weroniko               | Aleksander Maliszewski                                         | Zbigniew Cybulski                  |                        |                           |
| 1962                                        | Rocznica Mercedesa           | Jerzy Krzysztoń                                                | Natalia Szydłowska                 | Kazik                  |                           |
| 1962                                        | Delikatny                    | Edward Fiszer                                                  | Zbigniew Cybulski                  |                        |                           |
| 1963                                        | Katastrofa                   | Zbigniew Kubikowski                                            | Zygmunt Hübner                     | Grzegorz               |                           |
| 1963                                        | Wielki człowiek              | Włodzimierz Odojewski                                          | Zbigniew Cybulski                  |                        |                           |
| 1963                                        | Spotkanie w Karlowych Warach | Karl Josef Beneš                                               | Edward Płaczek                     | Reisch                 |                           |
| 1965                                        | Jutro powrócą ptaki          | Bohdan Drozdowski                                              | Natalia Szydłowska                 | Prokurator             |                           |

## Wizerunek
Wyrazistość kreowanych przez niego postaci, charakterystyczny ubiór i swoista gra, a także śmierć przyczyniły się do powstania wokół jego osoby pewnej legendy (mitu), nadając mu rangę postaci tzw. „kultowej” w polskim kinie powojennym. Aktor nosił zwykle amerykańską, wojskową kurtkę, dżinsy, chlebak oraz charakterystyczne przyciemniane okulary. Jego sposób ubierania się był obiektem podziwu ówczesnej młodzieży. Wiele osób naśladowało jego styl.
Prowadził nonkonformistyczne życie, na jakie tylko pozwalały polskie realia tamtych lat. Sprawiał wrażenie osoby łamiącej wszelkie konwenanse. Wydawał się ciągle gdzieś spieszyć i nie zwracał uwagi na to, co go nie interesowało. Taka postawa budziła porównania do Jamesa Deana, uważanego za kreatora wizerunku „buntownika bez powodu”, „żyjącego na krawędzi”.

## Upamiętnienie
W miejscu tragicznego wypadku, na posadzce peronu 3. dworca Wrocław Główny, została wmurowana tablica pamiątkowa, którą odsłonił w 1997 Andrzej Wajda w 30. rocznicę śmierci aktora. Również w tym mieście w Parku Szczytnickim znajduje się skwer jego imienia. Ponadto jednej z ulic w Bielsku-Białej, Dzierżoniowie, Gdańsku, Katowicach, Lesznie, Tarnowie czy Warszawie nadano jego imię.
Od 1969 przyznawana jest nagroda im. Zbyszka Cybulskiego, którą otrzymują młodzi aktorzy „wyróżniający się wybitną indywidualnością”. Zespół 2 plus 1 nagrał w 1977 płytę Aktor, będącą hołdem złożonym zmarłemu artyście. W Dzierżoniowie, gdzie mieszkał, istnieje kinoteatr „Zbyszek” imienia Zbigniewa Cybulskiego. Ponadto w Olkuszu, przy ul. Francesco Nullo 29, działa od 1969 Kino o nazwie „Zbyszek”.
W 2004 postawiono w utworzonej, w Katowicach na placu Grunwaldzkim, Galerii Artystów jako pierwszą płaskorzeźbę z jego wizerunkiem. Ponadto w Kinoteatrze Rialto, w Katowicach, w 2006 umieszczono rzeźbę z jego popiersiem wraz z popiersiem Bogumiła Kobieli.

## Odznaczenia, nagrody i wyróżnienia
Pośmiertnie został uhonorowany dwoma odznaczeniami, o czym poinformowano podczas uroczystości pogrzebowych 12 stycznia 1967 w Katowicach, a odznaczenia na trumnie zmarłego złożył Tadeusz Zaorski:
- Krzyżem Oficerskim Orderu Odrodzenia Polski, przyznanym przez Radę Państwa, w uznaniu jego zasług w dziedzinie sztuki aktorskiej[67];
- Złotym Odznaczeniem im. Janka Krasickiego, przyznanym przez Zarząd Główny Związku Młodzieży Socjalistycznej, za jego działalność w środowisku młodzieżowym[67].

- W 1984 zajął 1. miejsce w rankingu aktorów 40-lecia PRL zorganizowanym przez Wydział Kultury i Sztuki UM w Łodzi[13].
- Otrzymał Super Złotą Kaczkę magazynu „Film” w 1996 dla najlepszego aktora w historii polskiego kina[13].
- W zorganizowanym przez tygodnik „Polityka” plebiscycie w 1998, na najwybitniejszego aktora przypadło mu 4. miejsce[92].
- Zajął 1. miejsce w rankingu magazynu Newsweek na najlepszego polskiego aktora, opublikowanym w 2009[93].

## Wpływ na kulturę
Jan Laskowski stworzył w 1967 film dokumentalny Zbyszek, w którym nawiązał do jego tragicznej śmierci. Laskowski włączył w swój montaż wszystkie sceny, w których aktor wskakiwał do pociągu – od Pokolenia po Salto. Jednocześnie sytuował aktora w kontekście odgrywanych przez niego ról, np. zderzając sceny z Szyfrów z Popiołem i diamentem.
Również Wajda w filmie Wszystko na sprzedaż próbował rozliczyć się z mitem Cybulskiego. W tym filmie główną rolę reżysera, który podczas kręcenia filmu staje w obliczu śmierci, zagrał Andrzej Łapicki. W żonę „Aktora” (nazwisko Cybulskiego w filmie nie pada) wcieliła się Elżbieta Czyżewska. Rolę młodego aktora Daniela, zapatrzonego w „Aktora”, zagrał Daniel Olbrychski. Jak wykazała to Marta Bryś, Wajda symbolicznie rzutował legendę Cybulskiego na Olbrychskiego, o czym świadczyły symboliczne sceny – podpalenie w barze przez Olbrychskiego szklanki ze spirytusem i obecność w tym samym barze Adama Pawlikowskiego, który wystąpił w scenie ze spirytusami z Popiołu i diamentu.
O śmierci Zbigniewa Cybulskiego rozmawiają pasażerowie pociągu, którym jedzie główny bohater powieści Edwarda Stachury Siekierezada albo Zima leśnych ludzi na samym początku tej książki. W serialu Osiecka w postać Cybulskiego wcielił się Oskar Borkowski.